# Fercé-sur-Sarthe
Fercé-sur-Sarthe – miejscowość i gmina we Francji, w regionie Kraj Loary, w departamencie Sarthe.
Według danych na rok 1990 gminę zamieszkiwały 512 osoby, a gęstość zaludnienia wynosiła 42 osoby/km² (wśród 1504 gmin Kraju Loary, Fercé-sur-Sarthe plasuje się na 836. miejscu pod względem liczby ludności, natomiast pod względem powierzchni na miejscu 911.).